# Route nationale 25 (Maroc)
Pour les articles homonymes, voir N25 et Route nationale 25.
La route nationale 25 relie Rabat à Demnate. Elle fait 419 km de long. Elle passe principalement par Rommani, Ezzhiliga, Oued Zem, Fkih Ben Salah et Azilal.

## Description
Avant la nouvelle numérotation introduite par le gouvernement en 2018, aucune route nationale existait sous la numérotation de N25
Depuis la nouvelle numérotation la N25 elle est goudronnée sur tout son parcours et fait partie des nouvelles routes nationales introduites par le gouvernement. Ces nouvelles routes reprennent le tracé d'anciennes routes nationales ou de routes régionales.
Dans le cas de la N25 son tracé reprend l'ex 401 qui reliait la ville de Rabat à Oued Zem en passant par Ain El Aouda , Rommani et Ezzhiliga , l'ex 309 qui reliait la ville de Oued Zem à Oulad Ayad en passant par Fkih Ben Salah et Oulad Nemma et l'ex 304 qui reliait la ville d'Afourar et Imlil en passant par Bin El Ouidane et Azilal

## Tracé

### Tronçon Rabat - Oued Zem
Le tronçon entre Rabat et Oued Zem est longue de 162 km elle passe par les villes de Ain El-Aouda , Rommani et le village d'Ezzhiliga.
Sur les 23 km il est aménagé en voie rapide de type boulevard puis en avenue urbaine. D'abord en 2x3 voies sur son début et l'intersection avec la Rocade 1 de Rabat-Salé sur une distance de 8 km puis en 2x2 voies jusqu'à El Menzeh soit sur une distance de 15 km.
Il passe en 2x1 voie à partir d'El Menzeh jusqu'à Oued Zem avec quelques courtes sections en 2x2 voies à Ain El Aouda. La N25 entre Rabat et Oued Zem atteint à certains endroits une hauteur de 850 mètres.

#### Voie Express Rabat - El Menzeh

##### Voie Express 2x3 voies (Rabat - Intersection Rocade 1 de Rabat-Salé)
- Rabat
- : Intersection et début de la 322 : Harhoura / Casablanca
- : Intersection avec la 322 : Harhoura / Casablanca
- : Intersection avec la Rocade 2 de Rabat-Salé
- : Intersection avec la 4025 - Avenue Tadla : Oued Akrach / Oumazza / Ain El-Aouda
- : Intersection avec la 4017 - Avenue Mehdi Ben Barka : Témara / Aïn Attig
- : Intersection avec la 4014 - Avenue Oued Akrach : Oued Akrach
- : Intersection avec la Rocade 1 de Rabat-Salé

##### Voie Express 2x2 voies (Intersection Rocade 1 de Rabat-Salé - El Menzeh)
- : Intersection et accès au Golf Royal de Dar Essalam
- : Ouled Mbarek El Menzeh
- : El Menzeh
- Échangeur entre N25 et A5

#### Passage en 2x1 voie (Échangeur N25/A5 - Oued Zem)
- Ain El-Aouda
- Had El Brachoua
- Intersection et début du tronc commun de 6 km avec la 404 : Khémisset
- Rommani
- Intersection et fin du tronc commun de 6 km avec la 404 : Benslimane
- Ezzhiliga
- Intersection et début de la N29 : Aguelmous / Khénifra
- Échangeur entre N25 et A4
- Intersection et début de la 311 : Moulay Bouazza
- Intersection avec la N12

### Tronçon Oued Zem - Demnate
Le dernier tronçon de la N25 relie la ville de Oued Zem à Demnate sur une distance totale de 216 km. Il passe par les villes de Fkih Ben Salah , Bin El Ouidane , Azilal et d'Imlil.
- Oued Zem
- Aïn Kaicher
- Intersection et début de la 310 : Bejaâd
- Intersection avec la 312 : Khouribga / Béni-Mellal
- Fkih Ben Salah
- Intersection et début de la 308 : El Borouj / Settat
- Ouled Nemma
- Intersection et début de la 3224 : Ouled Ayad (N8)
- Intersection et début du tronc commun de 22 km avec la N8
- Intersection et fin du tronc commun de 22 km avec la N8
- Bin El Ouidane
- Intersection et début de la 306 : Ouaouizeght / El Ksiba
- Tunnel Bin El Ouidane
- Azilal
- Tanant
- Intersection et début du tronc commun de 26 km avec la N23 : Tassaout / El Borouj
- Imlil
- Intersection et fin du tronc commun de 26 km avec la N23 : Ouarzazate
- Intersection et début de la 210 : Marrakech
- Demnate

Fin de la N25